# 麻田镇 (芦溪县)
麻田镇，是中华人民共和国江西省萍乡市芦溪县下辖的一个乡镇级行政单位。2021年4月21日，设立麻田镇，将新泉乡所辖月形居民委员会和麻田村、大江边村、龙王潭村、东江村、蔡家村、长冲村、株 木村、石溪村、沈子村、堎头村等 10 个村民委员会划归麻田镇管辖。行政区划代码为360323105。

## 行政区划
麻田镇下辖以下地区：
月形社区、麻田村、大江边村、龙王潭村、东江村、蔡家村、长冲村、株 木村、石溪村、沈子村、堎头村。